# Стамен Стоянов
Стамен Димитров Стоянов е български офицер, генерал-майор, офицер от генералния щаб по време на Втората световна война (1941 – 1945), началник на Военнотехническата академия от 1953 година.

## Биография
Стамен Стоянов е роден на 18 февруари 1908 г. в гюмюрджинското село Манастир. От 1923 до 1928 г. учи в Хасковската гимназия. В периода 1928 – 6 септември 1931 г. учи във Военното на Негово Величество училище и завършва неговия 50-ти випуск. Между септември 1931 и септември 1932 г. е командир на взвод в десета пехотна беломорска дивизия. От септември 1932 и март 1934 г. е командир на взвод в 3-ти артилерийски полк. След това е командир на взвод в четвърти артилерийски полк, като на 3 октомври 1934 г. е произведен в чин поручик. Взема участие в Деветнадесетомайския преврат. След него става член на Военния съюз. От август 1934 до октомври 1938 г. е командир на взвод в Артилерийската школа. В периода октомври 1938-декември 1941 г. учи във Военната академия в София, като на 6 май 1940 г. е произведен в чин капитан, а през 1940 г. е назначен за адютант на 10-и дивизионен артилерийски полк. През 1941 г. е командирован на стаж във 2-ра армия, където служи като началник на оперативно-учебната секция. Остава на този пост до юли 1942 г. Между юли 1942 и декември 1943 г. е временен началник на оперативно-учебна секция в щаба на 16-а пехотна дивизия, дислоцирана в Ксанти. От декември 1943 до септември 1944 г. е последователно временен началник на секция и временен началник на оперативно-учебно отделение в щаба на втора армия.
От пролетта на 1944 г. е член на Отечествения фронт и взема участие в Деветосептемврийския преврат. В периода септември 1944-юни 1945 г. е началник на оперативна секция в щаба на втора армия, като през 1945 г. е произведен в чин майор. От юни 1945 до януари 1947 учи във Военната академия на Генералния щаб на армията на СССР, междувременно на 15 септември 1946 г. е произведен в чин подполковник, като през 1945 г. е назначен за началник на секция в 1-ва българска армия. През 1947 г. е назначен за помощник началник на секция в оперативния отдел на Генералния щаб. От януари 1947 г. до декември 1952 г. последователно е началник на Оперативно отделение в Оперативното управление на Генералния щаб, началник на отдел в същото управление и временен началник на Оперативното управление. От декември 1952 г. е началник на Оперативното управление на Генералния щаб на българската армия. Началник на Военнотехническата академия от септември 1953 г. Излиза в запас с разпореждане № 1175 на Министерския съвет от 27 юни 1961 г. Умира през 1984 г. в София.

## Военни звания
- Подпоручик (6 септември 1931)
- Поручик (3 октомври 1934)
- Капитан (6 май 1940)
- Майор (1945)
- Подполковник (15 септември 1946)
- Генерал-майор (неизв.)

## Образование
- Военно на Негово Величество училище (1928 – 6 септември 1931)
- Военна академия „Георги Раковски“ (октомври 1938 – декември 1941)
- Военна академия на Генералния щаб на въоръжените сили на СССР, Русия (юни 1945 – януари 1947)